# Flyable Heart
Flyable Heart (フライアブル ハート,, Furaiaburu Hāto) é uma visual novel desenvolvido pela UNiSONSHIFT. Flyable Heart é o vigésimo jogo da UNiSONSHIFT e terceiro na subcategoria Blossom. O jogo também foi lançado em 19 de Março de 2009, para PC e com conteúdo adulto. Flyable Heart foca-se nas relações do protagonista Shou Katsuragi com as seis heroínas do jogo: Yui Inaba, Amane Sumeragi, Sakurako Minase, Suzuno Yukishiro, Mayuri Shirasagi e Kururi Kujou. A jogabilidade de Flyable Heart é semelhante as outras visual novels; o jogo é por meio de imagens, textos, músicas e em algumas partes aparecerão os "pontos de decisão", escolhas que aparecerão na tela e que determinarão os eventos que podem ocorrer futuramente.